# Robert Manzon
Robert Manzon, francoski dirkač Formule 1, * 12. april 1917, Marseille, Francija, † 19. januar 2015, Cassis.
Debitiral je v sezoni 1950 in na dirki za Veliko nagrado Monaka je s četrtim mestom osvojil prve točke v karieri. Po sezoni 1951, ko se mu višje od sedmega mesta ni uspelo uvrstiti, je na Veliki nagradi Belgije v sezoni 1952 osvojil tretje mesto, svojo najboljšo uvrstitev v karieri, ki jo je ponovil še na domači dirki za Veliko nagrado Francije v sezoni 1954. Po slabših sezonah 1955 in 1956 brez točk se je upokojil.

## Popoln pregled rezultatov
(legenda) (odebeljene dirke pomenijo najboljši štartni položaj, poševne pa najhitrejši krog, †-uvrščen kljub odstopu)
| Leto | Moštvo               | Šasija                | Motor              | 1       | 2       | 3     | 4       | 5       | 6       | 7       | 8       | 9       | Prv | Toč |
| ---- | -------------------- | --------------------- | ------------------ | ------- | ------- | ----- | ------- | ------- | ------- | ------- | ------- | ------- | --- | --- |
| 1950 | Equipe Simca Gordini | Simca Gordini Type 15 | Gordini Straight-4 | VB      | MON Ret | 500   | ŠVI     | BEL     | FRA 4   | ITA Ret |         |         | 14. | 3   |
| 1951 | Equipe Simca Gordini | Simca Gordini Type 15 | Gordini Straight-4 | ŠVI     | 500     | BEL   | FRA Ret | VB      | NEM 7   | ITA Ret | ŠPA 9   |         | -   | 0   |
| 1952 | Equipe Gordini       | Gordini Type 16       | Gordini Straight-6 | ŠVI Ret | 500     | BEL 3 | FRA 4   | VB Ret  | NEM Ret | NIZ 5   | ITA 14  |         | 6.  | 9   |
| 1953 | Equipe Gordini       | Gordini Type 16       | Gordini Straight-6 | ARG Ret | 500     | NIZ   | BEL     | FRA     | VB      | NEM     | ŠVI     | ITA     | -   | 0   |
| 1954 | Equipe Rosier        | Ferrari 625           | Ferrari Straight-4 | ARG     | 500     | BEL   | FRA 3   | VB Ret  | NEM 9   |         | ITA Ret | ŠPA Ret | 15. | 4   |
| 1954 | Scuderia Ferrari     | Ferrari 553           | Ferrari Straight-4 |         |         |       |         |         |         | ŠVI DNS |         |         | 15. | 4   |
| 1955 | Equipe Gordini       | Gordini Type 16       | Gordini Straight-6 | ARG     | MON Ret | 500   | BEL     | NIZ Ret | VB Ret  | ITA     |         |         | -   | 0   |
| 1956 | Equipe Gordini       | Gordini Type 16       | Gordini Straight-6 | ARG     | MON Ret | 500   | BEL     |         |         |         |         |         | -   | 0   |
| 1956 | Equipe Gordini       | Gordini Type 32       | Gordini Straight-8 |         |         |       |         | FRA 9   | VB 9    | NEM Ret | ITA Ret |         | -   | 0   |